# 9770 Discovery
9770 Discovery (1993 EE) là một tiểu hành tinh vành đai chính được phát hiện ngày 1 tháng 3 năm 1993 bởi T. Urata ở Đài thiên văn Nihondaira.